# Armando Solano
Armando Solano (Paipa, 17 de diciembre de 1887 - 1953, Bogotá) fue un político, abogado y periodista colombiano «partidario del divorcio y la escuela laica». Pero, «su papel más sobresaliente lo cumplió como periodista y literato».
El boyacense de nacimiento, tenía un amor inexplicable por su tierra, el cual llegó a ser el motivo de sus días, y lo llevó a convertir en una especie de paradigma, Jaime Barrera Parra dijo que “Armando sorbia tierra por los talones” haciendo referencia o haciendo entender el amor entrañable que este hombre le tenía a su tierra. Nombrarlo era prácticamente mencionar a Boyacá.
Fue uno de los pensadores boyacenses más representativos, el cual en sus escritos mostraba gran importancia por el humanismo colombiano, como también, por interpretar la mentalidad colectiva del pueblo boyacense. Además, de ser partidario del divorcio y la escuela laica, también fue un periodista liberal de izquierda.
Perteneció a la generación llamada el centenario, la cual, él llamaba la generación de la paz y del nacionalismo ardiente y profundo.
Por otro lado, en su carrera diplomática, ejerció el puesto de cónsul de Colombia en Burdeos, y consejero cultural de la Embajada de Chile. Adentrándonos en su carrera de letras, o periodismo, fue columnista de El Tiempo, El Espectador, El Gráfico y Cromos.
Se consideraba que las líneas más bellas que escribía Armando eran estudiando el alma boyacense, lo que él llamaba “La melancolía de la raza indígena”, la cual le daba una esperanza al pueblo, para que así de alguna u otra forma apaciguara el dolor, el abandono, la muerte, etc.
Solano a la hora de escribir lo hacía con inteligencia. Según Juan Gustavo Cobo Borda, en un Boletín Cultural y Bibliográfico, publicado por el Banco de la República en el año 1979 dice que:
           Hernando Téllez, en uno de sus "Espejo de los días", fechado en 1935, ha descrito la forma como trabajaba Solano: "Teniendo frente a este amigo (Pedro Blanco Soto) y a otros cuantos, Solano en "El Diario Nacional" comenzaba a escribir. Echaba casi medio cuerpo sobre las cuartillas, pues su deficiencia óptica lo obligaba a tomar esa postura que siempre encontraba muy incómoda. Solano llenaba cuartillas, innumerables cuartillas con una facilidad que ponía admirativo desconcierto en el ánimo de quienes estaban presentes al acto extraordinario de su alumbramiento intelectual. Parecía así que a Solano no le quedara otra faena, al escribir, que la fácil y sencilla de ir ensamblando uno tras otro los vocablos que se le presentaban con su mejor y más límpido ropaje, pues durante el ejercicio de ella iba soltando esas frases al sesgo en las cuales revoloteaba como un abejorro su delicioso humor urticante"
Solano siempre con cada una de sus frases transmitía el aire de Paipa. Alcanzó a vivir tres generaciones: la que asistió, en una u otra forma, a la guerra civil; la del centenario, a la cual pertenece Solano, y que según su dictamen ya se acerca a "la cumbre melancólicamente dorada de los cuarenta", y la de "Los nuevos", la bienvenida se realizó de parte generosa y con la cual polemizó a través del entonces iracundo Alberto Lleras, desconocedor, en aquella época, de la virtud de la contemporización.
Un derrame cerebral acabó con su carrera de escritor, en 1947,  y cuando murió,  físicamente, en 1954, ya solo era el último resto de una época deshecha. Es a él, y  no a ella, que esta colección de sus escritos rinde homenaje.

## Estudios
En los colegios de Los Hermanos Cristianos, primero, y San Bartolomé, después, estudió Literatura y Filosofía. En 1907 obtuvo el título de doctor en Derecho en la Universidad Republicana, hoy Universidad Libre (Colombia) con la disertación Apuntaciones sobre el papel moneda.
El doctor Armando Solano, fue un personaje el cual se movió por el ámbito periodístico, político, la diplomacia y las letras.
Además, era considerado el novelista más fluido y divertido de su generación, se le daba de manera muy fácil y hermosa el escribir, sin preocupaciones, ni dificultades. Su estilo se adaptaba a un tema sencillo en cada detalle, se fijaba en todas las características de su entorno. En ellos estudio los problemas de la nación, defendió sus creencias o ideales políticos, describió personajes famosos y lugares hermosos, o podríamos verlo como que expuso hechos. Era un escritor útil y práctico, el cual siempre mostraba el sentido del humor y el sarcasmo.
Las obras de Solano, tienen un encanto, el cual siempre lo distinguió, y más que todo la forma en la que el ejerció su vida impecablemente y sus cargos políticos, y como de todo escribía las líneas más hermosas.

## Vida política
Fue elegido Representante a la Cámara en 1917 y en 1921. Allí fue presidente de la Comisión de Legislación Administrativa. Así mismo, fue elegido Senador de la República en 1947.
A lo largo de su carrera política, ocupó varios cargos, y representaciones, los cuales fueron: diputado a la Asamblea, Representante a la Cámara, como también Senador, Fiscal del Tribunal Superior de Tundama, jefe de la sección de límites del Ministerio de Relaciones Exteriores, y por último, fue Magistrado en el Tribunal de lo Contencioso Administrativo de Bogotá.

## El periodista
Como periodista, dirigió la Revista Nueva en 1905; fue redactor de El Debate, La Lucha y El Sufragio 1909 y, en 1912, de El Diario Nacional (1912). Colaboró en Gaceta Republicana y en El Tiempo durante 1911. Fundó La Patria en 1913 y el semanario Sábado, donde participó como director entre 1943 y 1945. En El Espectador hizo famoso su seudónimo Maitre Renard.
Según Cobo Borda (1972), en 1952, cuando junto con Próspero Morales Pradilla, preparaba Solano una selección de sus escritos, selección que habría de desaparecer en el incendio de El Tiempo, seguramente debió preguntarse qué significaba tal balance: "Nada tan inútil como escribir para los periódicos: un olvido, casi siempre justo, arrasa todas esas páginas escritas con premura. Y en los pocos casos en que una idea subsiste, y llega a incidir en eso que llaman opinión pública, la idea, diluida, vuelta lugar común, ya no es de nadie:  el anonimato le  quita carácter". Entre su generación, una generación de sombras, y la  que le  sigue, un reflejo de aquellas sombras, Solano perdura no por lo que pensó, o dijo, sino porque a través suyo la tierra boyacense alcanza su definición más precisa. Una expresión que la prosa de Solano vuelve inconfundible, en su contrapunto de vigor y mesura. Él dijo: "La conquista no puede llegar a ningún territorio sino previo el asentimiento inconsciente de quienes lo habitan". 
J.A. Osorio Lizarazo (01-04-1945) hace una entrevista a Armando, en dónde le pregunta acerca de su vida, llamada la publicación como Angustia y Esperanza del País. 

## El escritor
Son famosas sus obras:
- Convención de Ibagué, 1922.
- Glosario sencillo, 1925
- Melancolía de la raza indígena, 1929.
- Carta al doctor José Joaquín Casas sobre cuestiones religiosas, 1933.
- El alma boyacense, La situación del campesino en Colombia y Ciudades de Colombia compiladas por Daniel Samper Ortega bajo el título Prosas en 1937.
- Caudillos liberales, 1936.
- Ciudades de Colombia, 1945.
- Prosas (s.f)
- El alma boyacense (s.f)
- Paipa (s.f)
- Mi pueblo (s.f)